# Callianthemum miyabeanum
Callianthemum miyabeanum là một loài thực vật có hoa trong họ Mao lương. Loài này được Tatew. mô tả khoa học đầu tiên năm 1928.